# Leptogorgia californica
Leptogorgia californica is een zachte koraalsoort uit de familie Gorgoniidae. De koraalsoort komt uit het geslacht Leptogorgia. Leptogorgia californica werd in 1868 voor het eerst wetenschappelijk beschreven door Verrill. 